# Hund & fisk
Hund & fisk er en dansk animationsfilm for børn fra 2001, der er instrueret af Jannik Hastrup efter eget manuskript.

## Handling
En historie om den umulige kærlighed mellem en fisk og en hund. Og om hvordan skuffet kærlighed kan afløses af ny, livsbekræftende kærlighed.